# QV13
QV 13 est un des tombeaux situé dans la vallée des Reines, dans la nécropole thébaine, sur la rive ouest du Nil face à Louxor en Égypte.

## Description
QV 13 est une tombe anonyme datant de la XVIIIe dynastie, constituée de deux chambres creusées dans de la marne et du schiste argileux.
Une équipe du CNRS y a mis au jour quatre fragments de momies, vingt-trois crânes et soixante-huit fragments de mandibules. En décembre 2010, une équipe conjointe du CNRS et du CSA y a découvert des restes d'humains et d'animaux, des fragments de momies et une poterie.

## Histoire
La tombe a été réutilisée durant la Troisième Période intermédiaire. Elle est explorée par Elizabeth Thomas puis en 1984 par une équipe franco-égyptienne.